# なかっぱ
なかっぱは、福岡県中間市の公式マスコットキャラクターである。

## 概要
中間市を流れる堀川 (北九州市)に伝わる「河童の証文」などの伝承を元にして生まれたものと考えられる。
2008年（平成20年）に市制50周年を迎えた中間市で、記念事業の一環として一般公募され、応募のあった36件の中から選定された。その後しばらく、誰からも注目されずに不遇を託っていたが、折からのゆるキャラブームもあり、2010年（平成22年）頃から再び少しずつ露出するようになってきた。2011年（平成23年）には福岡県の自治体で初めて公式ツイッターを開始し、同年4月オープンの中間市地域交流センターと新鮮市場さくら館の宣伝など、市のイベント情報を独特の口調で発信している。

### 歴史
2008年（平成20年）
7月11日 - 中間市民による記念事業実行委員会が、「中間市市制50周年記念事業」のイメージマスコットキャラクターのデザインを一般公募する。
10月7日 - 実行委員会での審査の結果、「なかっぱ君」が最優秀賞となる。
11月1日 - 中間市市制50周年記念事業「やっさ総踊り」の中で、表彰および賞品授与式が行われる。
2010年（平成22年）
夏 - この頃からなかっぱの編みぐるみが製作され始める。
9月28日 - 中間商工会議所主催「第2回なかまはしご酒大会」のスタッフ用として、なかっぱの缶バッジとTシャツが試験的に製作される。
2011年（平成23年）
2月28日 - 中間市公式Twitter「なかっぱのツイッター」開始。
4月3日 - 中間市さくらの里地域交流センターグランドオープン記念式典で、なかっぱの着ぐるみが紹介される。また、当日会場においてなかっぱの缶バッジ「救缶（きゅうかん）バッジ」（第1弾）が販売され、その売上金の全てが東日本大震災の被災者への義援金に充てられる。
8月17日 - なかっぱのブログ「なかっぱの日記」開始。
2013年（平成25年）
11月16日 - シトラススノーの協力により、市制55周年記念企画として「なかっぱのうた」が完成する。

## プロフィール
中間市内に住むカッパ。シャイだけど人懐っこい性格。
「ぬん」が口癖だぬん(*´Θ`)ノ
- 身長 - キュウリ3本分
- 体重 - キュウリ3本分
- 好きな食べ物 - キュウリ
- 外見 - 中間市の「中」の字を模した皿を頭上に冠し、「間」の字で両目から顔の輪郭およびくちばしを形成するとともに、目や口の部分を構成する線分の角度により、喜怒哀楽を表現している。皿とくちばしおよび両足首はオレンジ色または濃い黄色、残りの部分は濃い緑色である。
- 性格 - 性格は極めて川筋気質であり、竹を割ったような性格であるが、誰からも注目されずにいた期間が長かったため、やや怠け者で捻くれているところがある。

### 口調
| なかっぱ語       | 標準語                           |
| ---------------- | -------------------------------- |
| 〜ぬん           | ね                               |
| ごめぬん         | ごめんね                         |
| おはぬん         | おはよう                         |
| おっははぬん！   | おっはよう！                     |
| ぐっども〜ぬん   | グッドモーニング（おはよう）     |
| ぐっどあふたぬん | グッドアフタヌーン（こんにちは） |
| かっぱぱぱ〜ん   | やっほほほ〜い                   |
| かっぺぺぱ〜ん   | いやっほほ〜い                   |

### グッズ
- 編みぐるみ - 毛糸で編まれたなかっぱのぬいぐるみ。非売品。
- Tシャツ - 「第2回なかまはしご酒大会」のスタッフ用として制作された。黒のTシャツの前面にほろ酔い姿のなかっぱが描かれている。現在は製造されていない。
- エコバッグ - 中間市さくらの里地域交流センターグランドオープン記念式典で、参加者への記念品用袋として製作された。前面になかっぱのイラストと、プロフィールが緑字の英語で記されている。現在は製造されていない。
- 救缶バッジ - 東日本大震災の被災者への義援金に充てるため、中間市職員有志が自費制作した缶バッジ。カッパの好物であるキュウリの英語名「cucumber（キューカンバー）」と被災者を救う「救」の字と「缶バッジ」をかけあわせて名づけられた。
- お守り - 大切ななかまといつまでも一緒にいられるようにと、なかま神社で祈願を込めたお守りで、水色とピンクの2種類がある。
- マフラータオル - 濃い茶色地にピンクの水玉模様となかっぱの顔が入った長めのマフラータオル。
- さくら缶 - 桜をイメージしたピンク色のお茶缶。
- きゅうりぼんステッカー - なかっぱの顔の周りにきゅうりがリボンのように巻かれているステッカー。
- なかっぱのうた - なかっぱのツイッター上で歌詞を募集し、それを元にシトラススノーの協力によって制作され、中間市公式テーマソング「なかまのうた」と同時に発表されたオリジナルソング。なかっぱストラップ付き。